# オタワ郡 (ミシガン州)
オタワ郡（英: Ottawa County）は、アメリカ合衆国ミシガン州の郡である。人口は29万6200人（2020年）。郡庁所在地はグランドヘイブンであり、同郡で人口最大の都市はホランドである。

## 地理
アメリカ合衆国国勢調査局に拠れば、郡域全面積は1,631.97平方マイル (4,226.8 km2)であり、このうち陸地565.65平方マイル (1,465.0 km2)、水域は1,066.32平方マイル (2,761.8 km2)で水域率は652.34%である。

### 特徴的な地形
- グランド川
- ミシガン湖

### 主要高規格道路
- 州間高速道路96号線
- 州間高速道路196号線
- 州間高速道路196号線産業道路、ホランド市に入る
- アメリカ国道31号線
- ミシガン州道6号線
- ミシガン州道11号線
- ミシガン州道45号線
- ミシガン州道104号線
- ミシガン州道121号線
- ミシガン州道231号線
- 郡道37号線
- 郡道31号線
- 郡道35号線
- 郡道72号線

### 隣接する郡
- マスキーゴン郡 - 北
- ケント郡 - 東
- アレガン郡 - 南
- ミルウォーキー郡 (ウィスコンシン州) - 西
- ラシーン郡 (ウィスコンシン州) - 南西

## 人口動態
以下は2000年の国勢調査による人口統計データである。
| 基礎データ - 人口: 238,314人 - 世帯数: 81,662 世帯 - 家族数: 61,328 家族 - 人口密度: 163人/km2（421人/mi2） - 住居数: 86,856軒 - 住居密度: 59軒/km2（154軒/mi2） 人種別人口構成 - 白人: 91.52% - アフリカン・アメリカン: 1.05% - ネイティブ・アメリカン: 0.36% - アジア人: 2.09% - 太平洋諸島系: 0.02% - その他の人種: 3.48% - 混血: 1.48% - ヒスパニック・ラテン系: 7.00% 先祖による構成 - オランダ系：37.3% - ドイツ系：14.6% - イギリス系：6.2% - アイルランド系：5.6% - アメリカ人：5.4% 言語による構成 - 英語：91.5% - スペイン語：5.4% | 年齢別人口構成 - 18歳未満: 28.7% - 18-24歳: 11.9% - 25-44歳: 29.3% - 45-64歳: 20.0% - 65歳以上: 10.1% - 年齢の中央値: 32歳 - 性比（女性100人あたり男性の人口） - 総人口: 97.0 - 18歳以上: 94.2 世帯と家族（対世帯数） - 18歳未満の子供がいる: 39.3% - 結婚・同居している夫婦: 64.6% - 未婚・離婚・死別女性が世帯主: 7.5% - 非家族世帯: 24.9% - 単身世帯: 19.6% - 65歳以上の老人1人暮らし: 7.4% - 平均構成人数 - 世帯: 2.81人 - 家族: 3.25人 収入と家計 - 収入の中央値 - 世帯: 52,347米ドル - 家族: 59,896米ドル - 性別 - 男性: 42,180米ドル - 女性: 27,706米ドル - 人口1人あたり収入: 21,676米ドル - 貧困線以下 - 対人口: 5.5% - 対家族数: 3.1% - 18歳未満: 4.7% - 65歳以上: 4.9% |

夏には季節住人が多い。ポートシェルドン郡区には湖岸の家屋や内陸の隠棲地があり、グランドラピッズ、デトロイト、シカゴなどの大都市から夏を過ごしに来る人が多い。その数を公式に調査したものはない。

## 郡政府
郡政府は郡監獄の運営、地方道の維持、地方裁判所の運営、権利譲渡と抵当権設定記録など重要記録の維持、公衆衛生規制の管理、福祉など社会サービスの項目で州の施策への参加を行う。郡政委員会は予算を管理するが、法や条例を作るのは限定付き権限である。ミシガン州では、警察と消防、建設と区画割、税評価、街路維持など地方政府の大半機能は個々の都市と郡区の責任である。

## 政治
オタワ郡は共和党の強い地盤である。民主党の大統領候補が郡を制したのは1864年のジョージ・マクレランが最後になっている。
2008年アメリカ合衆国大統領選挙では、共和党候補のジョン・マケインが83,330票、61.03%を獲得し、対する民主党のバラク・オバマは50,828票、37.23%だった。ただし、オバマは10%以上の得票率差でミシガン州を制した。
2004年では、共和党大統領のジョージ・W・ブッシュが92,048票、71.55%を獲得し、民主党のジョン・ケリーは35,552票、27.64%だった。
2000年、ブッシュは78,703票、71.16%、民主党のアル・ゴアは 29,600 票、26.76%だった。
2008年に行われた他の選挙でも、アメリカ合衆国上院および下院議員、ミシガン州議会下院の4つの選挙区で、すべて共和党候補がオタワ郡を制した。地方レベルの選挙でも共和党が強かった。同じときの住民投票では、幹細胞治療には反対したが、薬用マリファナの利用と日曜日にビールなどアルコールを販売することは賛成した。
2012年の選挙ではアメリカ合衆国下院議員候補のビル・フイゼンガ、同上院議員候補のピート・ホークストラ、および大統領候補のミット・ロムニー（何れも共和党）が郡投票数の60%以上を獲得して制した。

## 郡区
オタワ郡は下記17の郡区に分割されている。

| - アレンデール - ブレンドン - チェスター - クロッカリー - ジョージタウン | - グランドヘイブン・チャーター - ホランド・チャーター - ジェイムズタウン・チャーター - オリーブ | - パーク - ポークトン - ポートシェルドン - ロビンソン | - スプリングレイク - トールマッジ - ライト - ジーランド・チャーター |

## 都市と町
| 都市 - クーパーズビル - フェリーズバーグ - グランドヘイブン - 郡庁所在地 - ホランド - ハドソンビル - ジーランド              | 村 - スプリングレイク                                                                                                 | 未編入の町 \| - アレンデール - バウアー - ビーバーダム - ビーチウッド - ブレンドン - ボーキュロ - コンクリン - ドレンス - イーストマンビル \| - フォレストグローブ - ジェイムズタウン - ジェニソン - ラモント - マーン - ヌニカ - ブリースランド - ウェストオリーブ \| |
| - アレンデール - バウアー - ビーバーダム - ビーチウッド - ブレンドン - ボーキュロ - コンクリン - ドレンス - イーストマンビル | - フォレストグローブ - ジェイムズタウン - ジェニソン - ラモント - マーン - ヌニカ - ブリースランド - ウェストオリーブ | |